# Юровський Брод
45°38′ пн. ш. 15°19′ сх. д. / 45.63° пн. ш. 15.32° сх. д.
Юровський Брод (хорв. Jurovski Brod) — населений пункт у Хорватії, в Карловацькій жупанії у складі громади Жаканє.

## Населення
Населення за даними перепису 2011 року становило 182 осіб.
Динаміка чисельності населення поселення: